# Helvekoner
Helvekoner var enligt Tacitus en germansk folkstam från Skandinavien, som vid tiden för Kristi födelse bodde vid mellersta Warta i nuvarande Polen. Han nämner dem i samband med flera andra stammar som antogs härstamma från Skandinavien, men vid den tiden bodde norr om Karpaterna i nuvarande Polen, men man har inte några övriga bevis för deras existens. Vid mitten av 200-talet antas dessa stammar ha gått upp i större folkstammar som burgunder och vandaler.